# HD32081
HD32081 — хімічно пекулярна зоря спектрального класу F0, що має видиму зоряну величину в смузі V приблизно  8,5.
Вона  розташована на відстані близько 1048,7 світлових років від Сонця.